# Palmiro Ucchielli
Palmiro Ucchielli (Urbino, 26 gennaio 1950) è un politico italiano.

## Biografia
Esponente del Partito Comunista Italiano, di cui è stato sindaco di Colbordolo (1977), consigliere e assessore provinciale (1985-1991), segretario provinciale del PCI e del PDS.
Nel 1991 aderisce alla svolta della Bolognina del Partito Democratico della Sinistra, con cui viene eletto deputato nel 1994 e poi senatore nel 1996. Nel 1998 confluisce nei Democratici di Sinistra di Massimo D'Alema.
Dimessosi da senatore, viene eletto presidente della provincia di Pesaro e Urbino nel 1999 ed è poi confermato nella carica anche nel turno elettorale del 2004 (elezioni del 12 e 13 giugno), raccogliendo il 59,2% dei voti in rappresentanza di una coalizione di centrosinistra. Termina il mandato nel 2009.
Si è poi candidato al parlamento europeo per il Partito Democratico nella circoscrizione Italia Centrale alle elezioni del giugno 2009, risultando il secondo dei non eletti con oltre 59.000 voti.
Dopo le elezioni primarie del Partito Democratico del 25 ottobre 2009 viene eletto segretario regionale del partito nelle Marche. Mantiene la carica fino a inizio 2014.